# Grey Daze
Grey Daze (anfangs Gray Daze) war eine US-amerikanische Rockband aus Phoenix, Arizona, die 1993 durch Schlagzeuger Sean Dowdell und Bassist Jonathan Krause gegründet wurde.

## Geschichte
Dowdell und Krause hatten zuvor ihre Bands verlassen und kamen durch Dowdells Bruder in Kontakt. Nach langer Suche nach einem geeigneten Sänger traten auch der Leadsänger Chester Bennington, der bereits früher mit Dowdell in der Band Sean Dowdell and His Friends? gespielt hatte und später der Sänger der amerikanischen Nu-Metal-/ Rock-Bands Linkin Park und Dead by Sunrise war, sowie der Gitarrist Steve Mitchell der Band bei, wobei Letzterer nach einigen Monaten durch Jason Barnes ersetzt wurde. 1995 verließ Krause die Band und wurde durch Mace Beyers ersetzt. Kurz nach der Veröffentlichung des Debütalbums Wake Me verließ auch Gitarrist Barnes die Band. Bobby Benish übernahm seinen Platz. 1997 veröffentlichte die Band ihr zweites und letztes Album …No Sun Today.
Auf dem Höhepunkt des Erfolges landeten Grey Daze 1997 mit B-12 einen lokalen Radiohit und spielten vor bis zu 1500 Zuschauern.
1998 verließen Bennington und Beyers aufgrund von bandinternen Konflikten die Band. Leadsänger Chester Bennington war unzufrieden damit, dass andere Mitglieder versuchten, die Texte, die er und Dowdell geschrieben hatten, zu verkaufen. 1998 schloss er sich der Band Xero an, welche sich daraufhin in Hybrid Theory umbenannte und später als Linkin Park weltberühmt wurde. Mit dem neuen Bassisten Dave Sardegna und der Sängerin Jodi Wendt wurde die Band zunächst weiterhin als Grey Daze fortgeführt, benannte sich aber letztlich in Waterface um.
Dowdell arbeitete nach Grey Daze weiter an seiner Karriere als Tätowierer.
2002 wurde bei Bobby Benish ein Hirntumor diagnostiziert. Eine Reunion mit einer Liveshow und eine Remasterversion von …No Sun Today wurde geplant, um Geld für seine Genesung zu erwirtschaften. Beide Projekte mussten aufgrund des Widerstands der Plattenfirma von Linkin Park abgesagt werden. Benish erlag 2004 der Krankheit.
Um das Tattoostudio von Dowdell und Bennington zu promoten, gründeten die beiden 2005 die Coverband Bucket of Weenies. Der Band gehörten auch Ryan Shuck, der später auch Bandmitglied von Benningtons Nebenprojekt Dead by Sunrise wurde, Mike Rouse und Mike Brown an. Die Band hatte 2005 und 2006 insgesamt acht Auftritte.
Eine Reunion mit einem Liveauftritt war für den 23. September 2017 geplant. Das Line-up sollte Bennington, Dowdell, Barnes und Beyers umfassen. Da sich Bennington am 20. Juli 2017 das Leben nahm, fand stattdessen am 2. September 2017 ein Gedenkanlass mit Liveauftritten von Sean Dowdell und Mace Beyers sowie Ryan Shuck und Amir Derakh (Dead by Sunrise) statt. Seither arbeiteten Grey Daze an einem Album mit neuen Aufnahmen von alten Songs, wobei der Originalgesang von Chester Bennington teilweise beibehalten wurde. Ferner gibt es Gastauftritte von Chesters Sohn Jaime Bennington, Marcos Curiel (P.O.D.), Chris Traynor (Bush, Helmet) und Ryan Shuck (Dead by Sunrise). Das Album wurde am 26. Juni 2020 veröffentlicht.

## Diskografie

### Alben
- 1994: Wake Me
- 1997: … No Sun Today
- 2020: Amends
- 2022: The Phoenix

### EP
- 2021: Amends...Stripped

### Singles
- 2020: What’s in the Eye
- 2020: Sickness
- 2020: Sometimes
- 2020: Soul Song
- 2020: B12
- 2020: Shouting Out (Stripped)
- 2021: Anything, Anything
- 2022: Saturation (Strange Love)
- 2022: Starting to Fly
- 2022: Drag
- 2025: Fake Little Lies